# Yivá Goswami
Yiva Gosuami (hacia 1513-1598) fue uno de los escritores más prolíficos de la doctrina gaudía vaisnava dentro de la tradición bhakti (devocional), que produjo un gran número de obras doctrinales sobre la teología y la práctica del bhakti. 

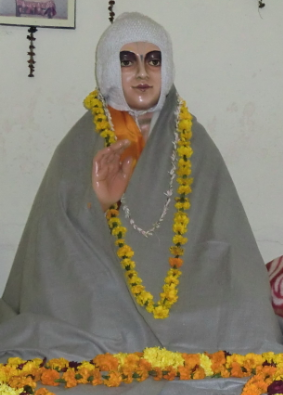
Estatua de Yiva Gosuami en su tumba en la sagrada ciudad de Vrindavana.

Fue miembro de los Seis Gosuamis de Vrindavan, al ser el sobrino de las dos principales figuras, Rupá Gosuami y Sanatana Gosuami.
- jīvagosvāmī, en el sistema AITS (alfabeto internacional para la transliteración del sánscrito).[1]
- जीवगोस्वामी, en escritura devanagari del sánscrito.[1]
- Pronunciación: /yivá gosuámi/.[1]
- Jiva Goswami, en inglés (pronunciado /yíva gosuámi/, con la jota pronunciada como la jota de John).
- Etimología:
  - yivá: ‘vida’, esta palabra proviene de una antiquísima palabra indoeuropea que generó también la palabra latina vivum: ‘viva, vivo’;[1]
  - gó-suamin: pastor de vacas, ‘amo de vacas o bueyes’, siendo go: ‘vaca, buey’ (esta palabra proviene de una antiquísima palabra indoeuropea que generó también la palabra latina bos: ‘buey’ y el inglés cow: ‘vaca’) y suami: ‘amo’. En el Bhagavata-purana (siglo XI aproximadamente) se utiliza el término go como si significara también ‘sentido’ (como en los cinco sentidos), de manera que gósuami pasó a significar ‘el amo de los sentidos’, el varón que puede restringir sus deseos. Este es el significado que utilizan desde entonces los religiosos hinduistas.[1]

## Nacimiento y primeros años
Existe cierta controversia entre los biógrafos acerca del nacimiento de Yiva Gosuami.
Algunos opinan que vivió entre los años 1511 y 1596, mientras que otros afirman que vivió entre 1533 y 1618.
No se sabe mucho acerca de su infancia.
Nació en Ramakeli, en el distrito de Maldah (en Bengala Occidental).
Era hijo de Sri Vallabha Mallika (también conocido como Anupama), el hermano menor de los hermanos Rupá y Sanatana.
El nombre de su madre es desconocido.
Desde su infancia manifestó una gran afinidad hacia la adoración al dios Krisná.
Era hablante en bengalí.
En un plazo muy corto completó sus estudios en viakarana (gramática sánscrita) y kavia (poética sánscrita).
Cuando Yiva tenía tres o cuatro años de edad, sus dos tíos ―que trabajaban en la corte de Alauddin Hussein Shah (rey mogul del país de Bengala, que gobernó entre 1493 y 1519)― conocieron al santón bengalí Chaitania Majaprabhú (1486-1534) y renunciaron a sus cargos y decidieron unirse a sus filas como mendigos religiosos.
El padre de Yiva, Anupama, también se reunió con Chaitania en este momento y siguió los pasos de sus hermanos mayores y procedió a viajar con Rupá a Vrindávana.

## Yiva abandona su casa paterna
Al enterarse de que su padre y sus tíos habían decidido trabajar en el servicio de Chaitania, el joven Yiva se unió a ellos también.
De acuerdo con el texto biográfico Bhakti-ratnakara de Narajari Chakravarti, Yiva dijo haber tenido un sueño con Chaitania, que le habría ordenado irse de su casa y unirse a Rupá y Sanatana.
A partir de las biografías parece que Yiva nunca conoció a Chaitania personalmente.
Yiva viajó a Navaduipa (capital de Bengala Occidental, y lugar de nacimiento de Chaitania) y se reunió con Nitiananda, uno de los principales seguidores de Chaitania.
Nitiananda ―que se decía la encarnación de Balarama (el hermano mayor de Krisná) y por lo tanto hermano mayor de Chaitania― llevó a Yiva a todos los lugares relacionados con Chaitania en Navadwipa y zona de influencia (considerados sagrados desde ese momento) y juntos realizaron parikrama (circunvalación ritual) de las nueve secciones de Navaduipa.
Esto marcó el comienzo de la tradición de los gaudías de realizar parikrama en Navadwipa.
Después de la peregrinación, Nitiananda dio su bendición al joven Yiva de dirigirse a la lejana Vrindávana, en el centro de la India.

## Vrindávana
Camino a Vrindávana a lo largo del río Ganges, Yiva pasó por Benarés, donde estudió por algún tiempo bajo la tutela de Madhusudana Vidia Vachaspati, el discípulo del famoso lógico y vedantista Sarva Bhauma Bhatta Acharia (que había sido convertido por Chaitania al krishnaísmo).
Bajo Vidia Vachaspati, Yiva estudió los sistemas religiosos de la India, conocidos como shad dárshana (‘seis puntos de vista’).
En 1535 Yiva ―posiblemente de unos 21 años de edad― llegó a Vrindávana, donde permaneció bajo la tutela de sus tíos, Rupá y Sanatana (su padre Anupama había muerto).
Aceptó la iniciación de Rupá Gosuami, quien le enseñó los principios más esotéricos de la devoción a Krisná, una nueva enseñanza creada por Chaitania y sus seguidores más cercanos.
Yiva ayudó a corregir y aumentar los escritos de Rupá y Sanatana y les ayudó en su trabajo en la propagación del vaishnavismo gaudíia (‘krisnaísmo de Bengala’) y la búsqueda de los lugares sagrados en Vrndavana mencionados en el Bhagavata-purana (escrito unos siglos antes).

## Contribuciones literarias
Después de la muerte de Rupá y Sanatana, Yiva Gosuami se convirtió en la principal autoridad de la línea gaudía vaishnava.
En 1542 Yiva ―posiblemente de unos 29 años de edad― consiguió los fondos para la construcción de uno de los templos más importantes actualmente en el área de Vrindávana, el Radha Damodara Mandir, donde instaló las deidades de Radhá y Krisná, que habían sido talladas personalmente por su tío el escritor religioso Rupá Gosuami.
En esa época también estableció los inicios del Vishva Vaishnava Raja Sabha (Asociación Krisnaísta Mundial) y el Vidia Pitha Rupanuga, un centro educativo para que los vaisnavas gaudía estudiaran las obras de Rupá y Sanatana.
Su erudición y la espiritualidad le hicieron tan famoso que incluso el emperador mogol Akbar le envió papel para escribir.
En 1558, Yiva envió a Bengala a sus discípulos Narottama Dasa, Srinivasa Acharia y Shyamananda, para propagar las doctrinas gaudía vaishnava y difundieran los manuscritos originales que habían escrito Rupá y Sanatana.

## La doctrina achintia-bheda-abheda
Fue en su comentario Sarva-samvadini (de los Seis sandarbhas) que Yiva Gosvami escribió por primera vez acerca de la doctrina achintia bheda abheda, y la presentó como la nueva filosofía instaurada por Chaitania.
En esencia, esta doctrina afirma que la verdad (tat-tuá) [de lo material y lo espiritual] es inconcebiblemente (achintia) diferente (bheda) y no diferente (bheda).
De esa manera evitaba los extremos del monismo advaita (‘no dual’) de Shankará y el dualismo puro duaita (‘no dual’) de Madhua. Esta doctrina interpreta que la energía material (el mundo) y la energía espiritual (las almas) de la Persona Suprema son simultáneamente diferentes de él y no diferentes de él.

## Obras
A Yiva Gosuami se le atribuyen alrededor de 25 obras literarias:
- Hari-namamrta-vyakarana: Este trabajo trata sobre viakarana (gramática del sánscrito). La particularidad es que explica todas las reglas gramaticales y sintácticas en relación con Krisná y sus pasatiempos.
- Sutra-malika: obra gramatical acerca de la derivación de palabras en sánscrito.
- Dhatu-sangraha: trabajo sobre las raíces verbales de palabras en sánscrito
- Radha-Krisná archana chandriká:
- Rasamrita-sesa (el infinito néctar inmortal del sabor): sobre la composición en sánscrito. Yiva basó este trabajo en el Sajitia-darpana de Vishua-Natha Kavirash, pero utilizó muchos ejemplos de su propia invención, así como ejemplos de otros Gosuamis.
- Madhava-mahotsava (la gran fiesta de Mádhava [Krisná]): describe la ceremonia de coronación de Radhá cuando recibe la posición de reina de Vrindávana.
- Sankalpa-kalpadruma: explica ―en forma de rezo― el ashta-kaliya-lila (ocho-momentos-diversión), los pasatiempos diarios de Radha y Krisná.
- Gopala-virudavali: breve poema de 38 versos que ensalza las glorias de Gópala (Krisná).
- Bhavartha-suchaka-champú
- Sukha-bodhini: comentario a la Gopala-tapani-upanisad, que es una de las Upanishad más modernas, de mucha importancia para los krisnaístas gaudía porque ensalza a Krisná como el Dios supremo.
- Dig-darshani: comentario sobre el Brahma-samhita. Al regresar de su peregrinación por toda la India, Chaitania arribó a Puri con una copia del Brahma-Samhita, que dijo haber descubierto en el templo de Adi Keshava (en Thiruvattaru).
- Durgama-sangamani: comentario sobre el Bhakti-rasamrita-sindhu de Rupá Gosuami.
- Lochana-rochani: comentario sobre el Uyuala-nilamani de Rupá Gosuami.
- Comentario sobre el «Yogasara-stavaka»
- Agni-puranastha-gáiatri-bhashia: comentario acerca del mantra Brahma-gáiatri que se encuentra en los capítulos 216 y 217 del Agni-purana.
- Padma Puranokta Krisná-pada-padma-chihna: describe las marcas que se encuentran en la planta de los pies de Krisná, de acuerdo con un texto del Padma-purana.
- Sri Radhika-kara-pada-sthita-chihna: en este breve texto, Yiva Gosuami describe las marcas que se encuentran en las manos y los pies de Radha.
- Laghu Vaishnava Toshani: comentario al Bhagavata-purana; es una obra poética que se divide en dos partes: la primera es el Purva-champú, que tiene 33 capítulos y describe la vida de Krisná en Vrindavan. La segunda parte, el Uttara-champú tiene 37 capítulos y describe los pasatiempos de Krisná después de salir de Vrindávana y la sensación de separación que experimentan los residentes de Vrindávana en su ausencia.
- Sad Sandarbhas (seis Sandarbhas): según Yiva Gosuami, Gopala Bhatta Gosuami ya había hecho el trabajo preliminar sobre este libro, pero no pudo terminarlo. Yiva tomó el trabajo de Gopala Bhatta y lo convirtió en seis libros, donde presenta la filosofía de Chaitania de manera sistemática y con evidencias de las escrituras sagradas hinduistas. Yiva también escribió un extenso comentario a los seis Sandarbhas, llamado Sarva-samvadini. Los seis Sandarbhas son los siguientes:
  - Tattva-sandarbha: tratado sobre los distintos tipos de evidencias (pramana) utilizados en la doctrina hinduista. Yiva concluye que shabda (el sonido divino en la forma de las escrituras sagradas) es el más importante, y de todas las escrituras sagradas, el Bhagavata-purana es el más importante.
  - Bhagavata-sandarbha: Yiva Gosuami hace la distinción entre el aspecto impersonal de Dios (Brahman), la forma localizada de Dios en el corazón de cada cuerpo (Paramatma) y el aspecto personal de Dios (Bhagavan o Krisná). También describe el mundo en el que vive Krisná, los tres modos de la naturaleza material, el cuarto modo de la «bondad pura» (vishudha-sattuá), la importancia de la adoración a las estatuas de Krisná y las cualidades de estas estatuas.
  - Paramatma-sandarbha: describe a Paramatma y cómo reside en el corazón de cada cuerpo. También describe las diferencias entre los avatares (encarnaciones de Visnú), las características de las seis opulencias de Visnú, las cualidades de las almas condicionadas, de Maia (la energía ilusoria), el mundo temporal, la doctrina de la transformación, los varios avatares de Krisná y cómo responden a los deseos de los devotos de Krisná.
  - Krisná-sandarbha: citas de varias escrituras hinduistas para demostrar que Krisná es superior a otros dioses. También analiza los pasatiempos y las cualidades de Krisná, así como las de sus avatares y expansiones funcionales. Hay una descripción de Goloka, el planeta de Krisná) y de su relación con el Vrindávana en este planeta, los asociados de Krisná y sus expansiones. También hay una descripción de las gopís (pastoras amantes de Krisnná) y la posición más alta de Radha entre ellas.
  - Bhakti-sandarbha: explica cómo se practica la devoción a Krisná. También presenta una defensa del varna-áshrama (el sistema de castas de la India), la posición superexcelente de la devoción a Krisná, en comparación con otras doctrinas tales como el yoga y la adoración de otros dioses del panteón hindú como inútil en comparación con la adoración a los devotos de Krisná. El texto también explica la liberación del alma, la posición de Shivá como un devoto de Krisná, cómo la devoción sin motivo dedicada a Krisná promueve a un devoto a la posición espiritual más elevada y otros numerosos puntos relacionados con la devoción krisnaísta.
  - Priti-sandarbha: estudio comparativo entre los varios tipos de liberación espiritual, pero finalmente llega a la conclusión de que prema bhakti (el amor dirigido a Krisná) es el superior. También explica cómo despertar este prema, y los síntomas de alguien que lo ha alcanzado. Priti-sandarbha también analiza las diferencias entre la lujuria mundana y la lujuria dedicada a Krisná, los diversos sabores del amor de cada uno de los principales asociados de Krisná, la excelencia del sabor madhuria-rasa (el amor conyugal con Krisná), la superposición de diferentes sabores, y las glorias de Radhá.
  - Krama-sandarbha: comentario al décimo canto del Bhagavata-purana.

## Muerte
Yiva Gosuami murió en 1596 (o 1618 según otras biografías), a los 83 años.
Su samadhi (tumba) se encuentra en el recinto del templo Radha-Damodara en Vrindávana.
De acuerdo con sus seguidores dentro del krisnaísmo bengalí, Yiva Gosuami es considerado como la encarnación de Vilasa Manyari, una pastorcilla preadolescente que no tiene tratos directos con Krisná, sino con Radharani. 